# Патриарх на Москва и цяла Русия
Святе́йший патриарх московски и на цяла Русия е съвременният титул на предстоятеля на Руската православна църква.
Патриаршеството е учредено в Москва през 1589 г. Първи руски патриарх става Йов. Първият патриаршески период продължава до 1721 г.; патриаршеството е възстановено с решение на Всеруския поместен събор през 1917 г.

## Хронологически списък на патриарсите на Москва и цяла Русия
- Йов (светско име Йоан) (23 януари 1589 – юни 1605)
- Игнатий (30 юни 1605 – май 1606)
- Хермоген (или Ермоген, със светско име Ермолай) (3 юни 1606 – 17 февруари 1612)
- Филарет (Фьодор Никитич Романов) (24 юни 1619 – 1 октомври 1633)
- Йоасаф I (6 февруари 1634 – 28 ноември 1640)
- Йосиф (Дяков) (27 май 1642 – 15 април 1652)
- Никон (Никита Минов) (25 юли 1652 – 12 декември 1666)
- Йоасаф II (Новоторжец) (10 февруари 1667 – 17 февруари 1672)
- Питирим (7 июля 1672 – 19 април 1673)
- Йоаким (Иван Петрович Савелов) (26 юли 1674 – 17 март 1690)
- Адриан (в миру Андрей) (24 август 1690 – 16 октомври 1700)

След смъртта на патриарха Адриан негов приемник не се избира. В периода 1700 – 1721 начело на Руската православна църква е Стефан Яворски, митрополит Ярославски. През 1721 г. руският цар Петър I учредява Духовна колегия, впоследствие преименувана в Свещен синод – държавен орган на висшата църковна власт в Руската църква. Патриаршеството е възстановено с решение на Всеросийския поместен събор през 1917 г.
- Тихон (Василий Иванович Белавин) (4 декември 1917 – 7 април 1925)
- Сергий (Иван Николаевич Страгородский) (8 септември 1943 – 15 май 1944)
- Алексий I (Сергей Владимирович Симанский) (2 февруари 1945 – 17 април 1970)
- Пимен (Сергей Михайлович Извеков) (2 юни 1971 – 3 май 1990)
- Алексий II (Алексей Михайлович Ридигер) (10 юни 1990 – 5 декември 2008)
- Кирил I (Владимир Михайлович Гундяев) (1 февруари 2009)

## Галерия
- Тихон
- Сергий
- Пимен
- Алексий II
- Кирил I